# Teleki (családnév)
A Teleki régi magyar családnév, amely a származási helyre utalhat: Telek (Románia, korábban Bihar vármegye), Alsótelek (Románia, korábban Hunyad vármegye), Marostelek (Románia, korábban Maros-Torda vármegye), Aggtelek (Borsod-Abaúj-Zemplén vármegye), Teleki (Somogy vármegye), Kerékteleki (Komárom-Esztergom vármegye).

## Híres Teleki családok
- gróf széki Teleki család, Erdély és Magyarország egyik legjelentősebb arisztokrata családja

## Híres Teleki nevű személyek
- Teleki Ádám (1740–1792) költő, műfordító, Doboka vármegyei főispán, erdélyi kormányszéki tanácsos
- Teleki Blanka (1806–1862) a magyar nőnevelés egyik úttörője, a nők művelődési egyenjogúságának híve
- Teleki Domokos (1773–1798) utazó, a Magyarországról szóló első útleírások szerzője
- Teleki Domokos (?–1824) Torda vármegye főispánja
- Teleki Domokos (1810–1876) politikus, publicista, az MTA tagja
- Teleki Ferenc (1790–1863) történész, udvari tanácsos
- Teleki Ferenc (1785–1831) költő, az MTA tiszteleti tagja
- Teleki Géza (1843–1913) politikus, belügyminiszter a Széll-kormányban
- Teleki Géza (1911–1983) geográfus-geológus, politikus, az Ideiglenes Nemzeti Kormány vallás- és oktatásügyi minisztere
- Teleki Géza (1943) antropológus
- Teleki József (kormányzó) (1790–1855) történetíró, Erdély kormányzója
- Teleki József (1738–1796) Ugocsa vármegye főispánja, koronaőr, műgyűjtő és író
- Teleki József (1859–1945) Dunatetétlen birtokosa, főrend
- Teleki László (1811–1861) magyar politikus, író, az Ellenzéki Kör elnöke
- Teleki László (1912–1962) ifjúsági református vezető
- Teleki László (1764–1821) Somogy vármegye főispáni helytartója
- Teleki Mihály (1634–1690) erdélyi tanácsos, főgenerális
- Teleki Mihály (1671–1720) katona, kővárvidéki kapitány, erdélyi szenátor
- Teleki Mihály (1896–1991) politikus, földművelésügyi miniszter
- Teleki Pál (1879–1941) politikus, miniszterelnök, földrajztudós
- Teleki Sámuel (1845–1916) utazó, felfedező, Afrika-kutató, nevét a Teleki-vulkán őrzi
- Teleki Sámuel (1739–1822) Erdély kancellárja
- Teleki Sándor (1679-1760) Torda vármegye főispánja
- Teleki Sándor (1821–1892) a „vad gróf”, 1848-49-es honvédezredes, a Petőfi Társaság tagja